# Rivière Samson (Chaudière)
Pour l’article homonyme, voir Samson (homonymie).
La rivière Samson est un affluent de la rive droite de la rivière Chaudière, laquelle coule vers le nord pour se déverser sur la rive sud du fleuve Saint-Laurent, au Québec, au Canada.

## Géographie
La rivière Samson coule dans les municipalités régionales de comté de :
- Le Granit : municipalités de Audet, Saint-Ludger, Saint-Robert-Berllarmin ;
- Beauce-Sartigan (région administrative de Chaudière-Appalaches) : municipalité de Saint-Gédéon-de-Beauce.

Les principaux bassins versants voisins de la rivière Samson sont :
- Côté nord : rivière Chaudière, rivière du Moulin, rivière à la Truite ;
- Côté est : rivière du Barrage, rivière des Renards, rivière du Loup ;
- Côté sud : rivière aux Araignées, rivière des Indiens ;
- Côté ouest : rivière Nebnellis, rivière Kokombis, Boundary Brooks (É.U.A.).

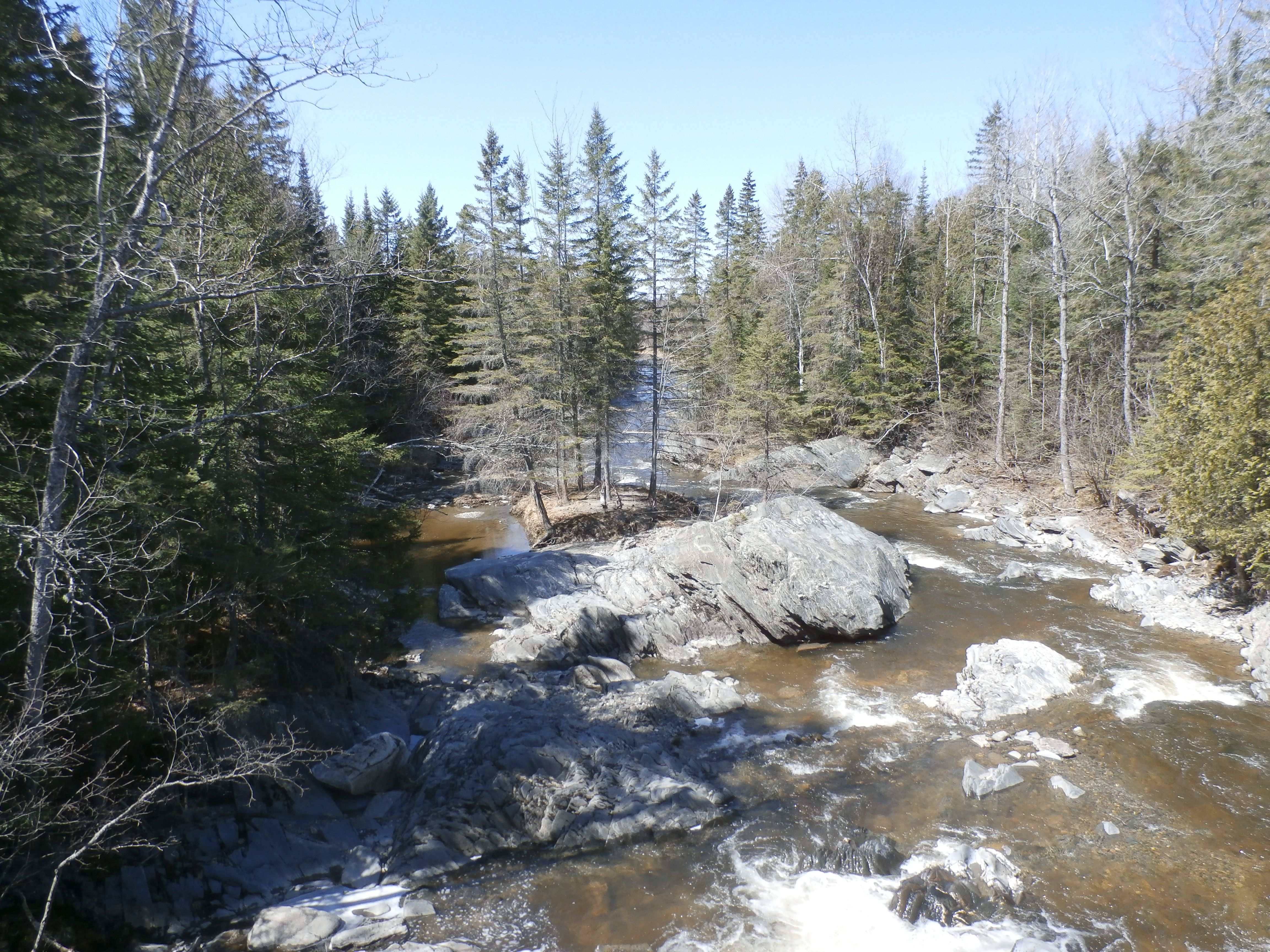
Rivière Samson en aval du pont de la route du Moulin à Audet

La rivière Samson prend sa source au pied du versant sud-ouest de la montagne du Porc-Épic et au pied du versant nord-est du Mont Round Top, dans le canton de Spalding, à 1,5 km au nord-ouest de la frontière entre la province de Québec et l'État du Maine. Cette source est située à l'est du village d'Audet, à 4,0 km au sud-est du sommet du Mont Dostie et à 6,1 km au nord du lac Boundary Pond (Maine), (É.U.A.). La rivière Samson coule surtout en zone forestière et dans le canton de Risborough.
À partir de sa source, la rivière Samson coule sur 30,3 km répartis selon les segments suivants :
- 3,1 km vers le nord dans Audet, jusqu'au chemin Vallerand ;
- 4,2 km vers le nord, jusqu'à la limite de Saint-Ludger ;
- 1,4 km vers le nord-est, jusqu'au chemin du 7e rang ;
- 4,2 km vers le nord-est, recueillant les eaux de la rivière du Barrage, jusqu'à la route du Moulin ;
- 3,3 km vers le nord, jusqu'à la route du 9e rang ;
- 3,7 km vers le nord-est, recueillant les eaux du ruisseau Poléon-Mathieu (venant du sud-est), jusqu'à la limite municipale de Saint-Robert-Bellarmin ;
- 2,7 km vers le nord-est, segment de la rivière constituant la limite entre Saint-Ludger et Saint-Robert-Bellarmin ; ce segment traverse un petit hameau et recueille les eaux du ruisseau des Trente Ponts (venant du sud-est) ;
- 5,2 km vers le nord dans Saint-Robert-Bellarmin en recueillant les eaux du ruisseau à Nipit-Mercier (venant de l'est) ;
- 2,0 km vers le nord, dans Saint-Gédéon-de-Beauce, en recueillant les eaux du ruisseau Bédet-Busque (venant de l'est), jusqu'à la route 204-Sud ;
- 0,5 km vers le nord, jusqu'à sa confluence.

La rivière Samson se déverse sur la rive est de la rivière Chaudière dans le Dixième Rang du canton de Marlow, dans la municipalité de Saint-Gédéon-de-Beauce. Cette confluence est située à 9,4 km en aval du village de Saint-Ludger et à environ 5,8 km en amont de l'île des Champagne, laquelle est située en face du village de Saint-Gédéon-de-Beauce.

## Toponymie
La rivière portait le nom de Toulidesihontes en 1759 sur la carte de John Montresor. Sur la carte d'Alfred Richard Cecil Selwyn de 1884, un sentier indien reliait la rivière Chaudière, face à la rivière Drolet, vers l'est jusqu'à la rivière Samson en suivant une petite vallée, à quelques centaines de mètres au nord, parallèle à la route de l'Église à Audet, puis le rang 7 en passant au nord du mont Dostie vers les sources de la rivière Samson. 
Le toponyme "Samson" figure sur divers plans d'arpentage dès la fin du XIXe siècle. Le terme "Samson" constitue un patronyme de famille d'origine française.
Le toponyme rivière Samson a été officialisé le 5 décembre 1968 à la Commission de toponymie du Québec.